# Jim Rutherford Trophy
Die Jim Rutherford Trophy (bis 2020: OHL Goaltender of the Year Award) ist eine Auszeichnung der Ontario Hockey League. Sie wird seit Ende der Saison 1987/88 jährlich an den besten Torhüter der Liga vergeben, der von den Trainern und General Managern gewählt wird. Der Sieger nimmt seit 1988 auch an der Wahl zum CHL Goaltender of the Year teil. Sie entspricht somit der Del Wilson Trophy der WHL und der Trophée Jacques Plante der LHJMQ.
Bis zur Saison 2019/20 wurde die Ehrung als OHL Goaltender of the Year Award vergeben, ehe man sie nach dem Hall-of-Fame-Mitglied Jim Rutherford benannte. Dieser bestritt als Torwart über 400 Partien in der NHL und machte sich dort später auch als General Manager einen Namen.

## Gewinner
Erläuterungen: Farblich unterlegte Spieler haben im selben Jahr den CHL Goaltender of the Year Award gewonnen.
| Jahr    | Spieler              | Team                             |
| ------- | -------------------- | -------------------------------- |
| 2024/25 | Jackson Parsons      | Kitchener Rangers                |
| 2023/24 | Jacob Oster          | Oshawa Generals                  |
| 2022/23 | Domenic DiVincentiis | North Bay Battalion              |
| 2021/22 | Brett Brochu         | London Knights                   |
| 2020/21 | nicht vergeben       | nicht vergeben                   |
| 2019/20 | Nico Daws            | Guelph Storm                     |
| 2018/19 | Ukko-Pekka Luukkonen | Sudbury Wolves                   |
| 2017/18 | Michael DiPietro     | Windsor Spitfires                |
| 2016/17 | Michael McNiven      | Owen Sound Attack                |
| 2015/16 | Mackenzie Blackwood  | Barrie Colts                     |
| 2014/15 | Lucas Peressini      | Kingston Frontenacs              |
| 2013/14 | Alex Nedeljkovic     | Plymouth Whalers                 |
| 2012/13 | Jordan Binnington    | Owen Sound Attack                |
| 2011/12 | Michael Houser       | London Knights                   |
| 2010/11 | Mark Visentin        | Niagara IceDogs                  |
| 2009/10 | Chris Carrozzi       | Mississauga St. Michael’s Majors |
| 2008/09 | Mike Murphy          | Belleville Bulls                 |
| 2007/08 | Mike Murphy          | Belleville Bulls                 |
| 2006/07 | Steve Mason          | London Knights                   |
| 2005/06 | Adam Dennis          | London Knights                   |
| 2004/05 | Michael Ouzas        | Mississauga IceDogs              |
| 2003/04 | Paulo Colaiacovo     | Barrie Colts                     |
| 2002/03 | Andy Chiodo          | Toronto St. Michael’s Majors     |
| 2001/02 | Ray Emery            | Sault Ste. Marie Greyhounds      |
| 2000/01 | Craig Anderson       | Guelph Storm                     |
| 1999/00 | Andrew Raycroft      | Kingston Frontenacs              |
| 1998/99 | Brian Finley         | Barrie Colts                     |
| 1997/98 | Bujar Amidovski      | Toronto St. Michael’s Majors     |
| 1996/97 | Zac Bierk            | Peterborough Petes               |
| 1995/96 | Craig Hillier        | Ottawa 67’s                      |
| 1994/95 | Tyler Moss           | Kingston Frontenacs              |
| 1993/94 | Jamie Storr          | Owen Sound Platers               |
| 1992/93 | Manny Legace         | Niagara Falls Thunder            |
| 1991/92 | Mike Fountain        | Oshawa Generals                  |
| 1990/91 | Mike Torchia         | Kitchener Rangers                |
| 1989/90 | Jeff Fife            | Belleville Bulls                 |
| 1988/89 | Gus Morschauser      | Kitchener Rangers                |
| 1987/88 | Rick Tabaracci       | Cornwall Royals                  |